# Skagen Fyr
Det Grå Fyr er et af flere fyr i Skagen. En halv time efter solnedgang den 1. november 1858 blev lampen i Skagen Grå Fyr tændt for første gang. Den sandede Skagen Odde havde fået sit tredje fyr, der kunne hjælpe de søfarende med at holde kursen og komme sikkert i havn. Fyret, der er 46 m højt, er Danmarks næsthøjeste, kun overgået af Dueodde Fyr på Bornholm som er en meter højere. Skagen Fyr er tegnet af den danske arkitekt N.S. Nebelong og funderet med 429 lærkestolper a seks meters længde.
Langt op i 1800-tallet var Skagen Odde et af de steder med flest strandinger, og der har derfor været god grund til at bygge fyrtårne på Odden imellem de to farvande Skagerrak og Kattegat.
Fyret er fortsat i drift og hver aften når solen går ned, tændes lanternen i toppen af fyret. Og det slukker igen når solen står op. 
Det Grå Fyr drives i dag af Naturstyrelsen og rummer en skiftende udstilling om naturen og fugletrækket over Skagens Odde - Grenen. Udstillingen byder på overraskende og lærende information og kan tilgås af alle aldersgrupper. Derudover er der adgang til toppen af fyret, hvor man kan nyde en fantastisk udsigt. 
Der er 210 trin til toppen, hvorfra der er en vid udsigt over Grenen og Skagen By. 
I  2013 solgte Søfartsstyrelsen Det Grå Fyr til Realdania By & Byg. Selve fyrtårnet blev restaureret i 2008, mens resten af fyranlæggets bygninger gennemgik en større restaurering op til åbningen i maj 2017 som Det Grå Fyr med interaktiv udstilling om trækfugle og fuglestation med ringmærkning i et samarbejde med Naturstyrelsen, Dansk Ornitologisk Forening, Frederikshavn Kommune og Toppen af Danmark.
Fyrets roterende linse vejer lidt mere end to tons, og flød indtil 2014 i et kviksølvbad. Kviksølvbadet blev i januar 2014 udskiftet med et mekanisk leje.
Lyskilden er en 400 watts natriumlampe. Lyset fra fyret kan ses i en afstand af 20 sømil som et blink hvert fjerde sekund.
Det Grå Fyr har åbent næsten hele året for publikum, og rummer i dag en udstilling, en café og butik, Skagen Fuglestation samt laboratorie og Birders Club. Der udbydes guidede naturture året rundt.

## Galleri
- Dronefoto
- Tæt på fyrlinsen
- Vippefyr
- gammel fyrtårn